# Gran Premio motociclistico del Belgio 1951
Il Gran Premio del Belgio corso il 1º luglio 1951 sul Circuito di Spa-Francorchamps, è stata la quarta gara del motomondiale 1951 e rappresentava la 24ª edizione del GP del Belgio.
Furono in gara solo due classi per quanto riguarda le moto sciolte, 350 e 500; vi corsero però anche i sidecar. Il Gran Premio si svolse alla presenza di circa 200.000 spettatori.
Le vittorie nelle gare arrisero tutte a piloti britannici: Geoff Duke si aggiudicò una doppietta in 350 e 500, ripetendo tra l'altro quanto già accaduto nella gara precedente, il Tourist Trophy; per quanto riguarda le motocarrozzette il primo posto fu di Eric Oliver con passeggero l'italiano Lorenzo Dobelli.
In tutte le gare i piloti vincenti ottennero anche il giro più veloce. Fu questa anche l'ultima occasione per vedere in gara Bob Foster campione iridato dei primi anni che decise di ritirarsi dal mondo del motociclismo.

## Classe 500
Furono 35 i piloti al via e di questi 21 vennero classificati al termine della gara.
Al termine della competizione Duke, al secondo successo stagionale, prese la testa della classifica piloti in solitaria. Tra i piloti dell'alta classifica nel mondiale non giunsero al traguardo Bill Doran, Fergus Anderson, Carlo Bandirola e Leslie Graham.
Arrivati al traguardo
| Pos. | Pilota               | Moto       | Tempo      | Punti |
| ---- | -------------------- | ---------- | ---------- | ----- |
| 1    | Geoff Duke           | Norton     | 1h 09:03.0 | 8     |
| 2    | Alfredo Milani       | Gilera     | +20.3      | 6     |
| 3    | Sante Geminiani      | Moto Guzzi | +29.9      | 4     |
| 4    | Reg Armstrong        | AJS        | +58.6      | 3     |
| 5    | Nello Pagani         | Gilera     | +1:22.4    | 2     |
| 6    | Johnny Lockett       | Norton     | +1:27.1    | 1     |
| 7    | Jack Brett           | Norton     | +1:34      |       |
| 8    | Enrico Lorenzetti    | Moto Guzzi | +1:56      |       |
| 9    | Umberto Masetti      | Gilera     | +2:04      |       |
| 10   | Rod Coleman          | Norton     | +2:05      |       |
| 11   | Ray Amm              | Norton     | +1 giro    |       |
| 12   | Len V. Perry         | Norton     |            |       |
| 13   | William Petch        | Norton     |            |       |
| 14   | Auguste Goffin       | Norton     |            |       |
| 15   | Léon Martin          | Gilera     |            |       |
| 16   | Felice Benasedo      | Moto Guzzi |            |       |
| 17   | Giulio Galbiati      | Moto Guzzi |            |       |
| 18   | Jaak Delsing         | Triumph    |            |       |
| 19   | Ernie Richard Thomas | Velocette  |            |       |
| 20   | Albert Vertriest     | Triumph    |            |       |
| 21   | Evert Carlsson       | Norton     |            |       |

## Classe 350
32 piloti alla partenza.
Classifica parziale
| Pos. | Pilota            | Moto      | Tempo   | Punti |
| ---- | ----------------- | --------- | ------- | ----- |
| 1    | Geoff Duke        | Norton    | 57:34.5 | 8     |
| 2    | Johnny Lockett    | Norton    | +40.5   | 6     |
| 3    | Bill Lomas        | Velocette | +41.5   | 4     |
| 4    | Cecil Sandford    | Velocette | +42.5   | 3     |
| 5    | Bill Doran        | AJS       | +42.6   | 2     |
| 6    | Mick Featherstone | AJS       | +43.5   | 1     |
| 7    | Jack Brett        | Norton    |         |       |

## Sidecar
Posizioni a punti
| Pos. | Pilota              | Passeggero        | Moto   | Tempo   | Punti |
| ---- | ------------------- | ----------------- | ------ | ------- | ----- |
| 1    | Eric Oliver         | Lorenzo Dobelli   | Norton | 42:38.6 | 8     |
| 2    | Ercole Frigerio     | Ezio Ricotti      | Gilera | +18.0   | 6     |
| 3    | Peter 'Pip' Harris  | Neil Smith        | Norton | +1:55.4 | 4     |
| 4    | Cyril Smith         | Bob Onslow        | Norton |         | 3     |
| 5    | Frans Vanderschrick | Jean-Marie Stas   | Norton |         | 2     |
| 6    | Albino Milani       | Giuseppe Pizzocri | Gilera |         | 1     |

## Fonti e bibliografia
- Corriere dello Sport, 2 luglio 1951, pag. 8.